# Oblężenie Mantui (1799)

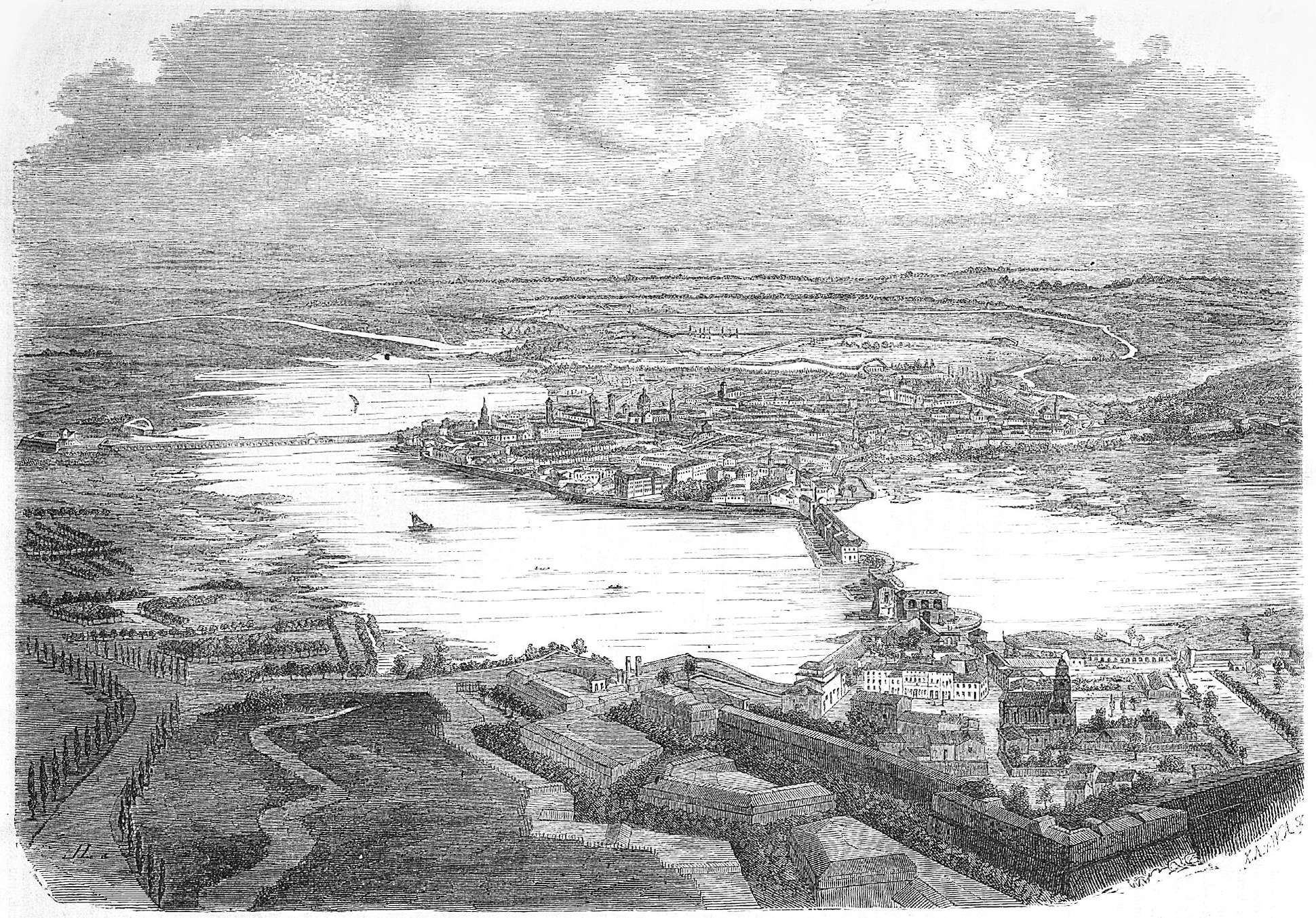
Oblężenie Mantui 1799 r.

Oblężenie Mantui – czteromiesięczne oblężenie wojsk francuskich przez wojska austriackie podczas wojny II koalicji antyfrancuskiej (od kwietnia do lipca 1799), zakończone poddaniem twierdzy przez francuskiego generała François-Philippe'a de Foissac-Latoura.
Kapitulacja miała tragiczne następstwa dla żołnierzy 2 Legii Legionów Polskich dowodzonych przez Józefa Wielhorskiego i walczących u boku Francuzów, których zgodnie z układem kapitulacyjnym francuskie dowództwo wydało Austriakom jako ich poddanych.
Literacki opis oblężenia zawiera ostatni (17) rozdział I tomu Popiołów Stefana Żeromskiego, zatytułowany Mantua.

## Topografia i stan obrony
W 1799 roku twierdza w Mantui miała kształt nieregularnego czworoboku o obwodzie 7800 metrów. Od zachodu okalała ją rzeka Mincio, od północy rozlewająca się w jeziora Górne, Środkowe i Dolne. Od południa i wschodu dostępu bronił kanał Pajolo i bagna. Jeziora Górne od Średniego oddzielał most Molini osłonięty cytadelą, a Średnie od Dolnego – most św. Jerzego osłonięty fortem o tej nazwie. Najważniejszym umocnieniem części zachodniej były położone na wzniesieniach bastiony Pradelli chroniące styk bagien i Jeziora Górnego oraz tamę Pajolo.
Mimo pozorów obronności, forteca w Mantui nie była w zadowalającym stanie. Od zachodu miasto chronił jedynie stary mur. Od południa wykonane zgodnie z ówczesną sztuka wojenną umocnienia Migliaretto, wyspy Thé oraz Pradelli były mocno zniszczone lub nie ukończone (przez cały czas oblężenia obrońcy powierzchownie poprawiali ich stan), a na większe prace naprawcze brakowało środków i ludzi. Dowódcą twierdzy był wicehrabia generał porucznik (z zawodu inżynier) François-Philippe de Foissac-Latour, od początku nieprzekonany co do możliwości długiego oporu. Garnizon Mantui stanowili żołnierze francuscy, polscy (legioniści pod komendą Józefa Wielhorskiego), włoscy, a także szwajcarscy i niemieccy.

## Przebieg oblężenia
W kwietniu 1799 roku siły austriackie podeszły pod Mantuę i rozpoczęły oblężenie. Początkowo Austriacy zamierzali jedynie blokować twierdzę, ograniczając się do bombardowania jej artylerią i do pojedynczych starć. Jednak niezdrowy klimat, braki żywnościowe oraz brak żołdu dodatkowo osłabiały morale obrońców.
18 czerwca wojska francuskie poniosły klęskę w bitwie nad Trebbią. Odtąd Austriacy zdecydowali się podjąć energiczniejsze działania przeciwko twierdzy. Od 4 lipca wojska austriackie wsparto posiłkami, a ich liczba wzrosła do 40 tysięcy żołnierzy. Wzmocniono też austriacką artylerię, która nasilała ostrzeliwanie miasta. 25 lipca Austriacy przeprowadzili szturmy od strony wschodniej, przejściowo zajmując m.in. groblę od strony Cerese, zostali jednak przez obrońców odparci. 26 lipca obrońcy byli zmuszeni opuścić okopy Karola, groblę Pietolę i fort św. Jerzego. 27 lipca pod silnym ostrzałem musieli wycofać się z Prandelli, a gen. François-Philippe de Foissac-Latour podjął decyzję o rozpoczęciu rozmów kapitulacyjnych.

## Kapitulacja
Austriacy zgodzili się na zwolnienie większości żołnierzy francuskiego garnizonu i na ich powrót do Francji. Uwolnionym nie wolno było podjąć walki aż do czasu wymiany jeńców. Oficerowie mieli pozostać w Austrii jako zakładnicy przez trzy miesiące. W tajnym protokole Austriacy zażądali wydania "dezerterów z armii austriackiej" to znaczy polskich legionistów. Po ostrym proteście Józefa Wielhorskiego austriacki negocjator uspokoił, że chodzi mu jedynie o zbiegów z okresu oblężenia Mantui. Pod naciskiem Foissac-Latoura polski oficer wycofał swoje zastrzeżenia, co okazało się błędem.
30 lipca wojska francuskie i sprzymierzone zaczęły opuszczać fortecę. Wcześniej zostały podzielone na jednostki francuskie i niefrancuskie (w których Polacy stanowili 1800 ludzi). Obserwujący przemarsz żołnierze austriaccy zatrzymali przy użyciu siły maszerujące na końcu kolumny polskie. Żołnierzy potraktowano jak dezerterów; podobny los spotkał polskich podoficerów. Wielu z nich poddano chłoście i wcielono do armii austriackiej. Był to koniec 2 Legii Legionów Polskich. Z Mantui wydostało się tylko ok. 300 Polaków, którzy uniknęli zatrzymania wmieszani pomiędzy Francuzów.
Foissac-Latour był później krytykowany przez Polaków za "zdradę", a przez rząd francuski także za zbyt pospieszną kapitulację. Napoleon nakazał go wykreślić z listy generałów i odebrał prawo do noszenia munduru.